# کانستلیشن
کانستلیشن (انگلیسی: Constellation) شرکت انرژی آمریکایی است، که در سال ۱۹۹۹ تأسیس شد.